# Idaios (Sohn des Dardanos)
Idaios (altgriechisch Ἰδαῖος Idaíos) ist in der griechischen Mythologie der Sohn des Dardanos und der Chryse.
Mit seinem Vater zog er von Arkadien aus über Samothrake nach Phrygien, wo er sich auf dem Idagebirge niederließ, dem er seinen Namen gab. Dort führte er den Kult der Göttermutter Kybele ein und erbaute ihr Tempel. Dardanos hingegen wohnte in der Troas.